# Manuel Martín Federico
Manuel Martín Federico (Pergamino, 1912 - Córdoba, 1993) fue un político argentino, intendente municipal de la ciudad de Córdoba entre 1951 y 1954.

## Biografía
Nació en Pergamino, provincia de Buenos Aires, en 1912. Fue constructor, calculista y dibujante. 
Trasladado a la provincia de Córdoba, en 1946 fue elegido diputado provincial por el Partido Laborista, una de las fuerzas políticas (junto al radicalismo renovador y al Partido Independiente) que apoyaron la candidatura presidencial de Juan Domingo Perón y que luego conformaron el Partido Peronista. Presentó desde su banca el proyecto para el cambio de nombre del barrio Firpo de la ciudad capital por el de General Bustos. Fue separado de la banca a raíz de la intervención federal a la provincia en junio de 1947.
En 1949 asumió nuevamente como diputado, presidiendo a partir de ese año la Comisión de Obras Públicas, Industria y Legislación Agraria. En su carácter de legislador, fue miembro de la convención constituyente que modificó la carta magna provincial en ese mismo año.

### Intendencia de Córdoba
En noviembre de 1951 Federico fue electo senador por el departamento Capital. No obstante nunca llegaría a incorporarse a la cámara alta provincial, puesto que poco después el gobernador Atilio Antinucci lo designó intendente municipal de la ciudad de Córdoba por un término de tres años. Esta designación tuvo lugar con acuerdo del senado provincial, bajo los términos de la reformada constitución provincial en 1949.
Asumió la intendencia el 31 de diciembre de 1951. En junio de 1952 fue ratificado en el cargo por el nuevo gobernador, Raúl F. Lucini. Durante su intendencia, Federico envió al Concejo Deliberante proyectos relativos a la creación de una comisión para la preservación del centro histórico de la ciudad y al diseño de un plan estratégico. Impulsó la descentralización del municipio, delegando funciones en los centros vecinales, cuyo número por entonces ascendía a 140.
Con una inversión de dos millones de pesos realizó 216 obras, financiándolas con créditos de la Caja Popular de Ahorros. Pagó a los empleados municipales sueldos adeudados en algunos casos desde hacía un año, pavimentó 700 cuadras y licitó la pavimentación de otras 1000, demolió los conventillos en el centro para construir edificios, construyó viviendas para los inquilinos, ensanchó numerosas arterias (entre ellas la Av. Colón desde Av. General Paz hacia el oeste, el Bv. Chacabuco, la Av. Maipú, el Bv. San Juan, la Av. La Plata, el Bv. Bulnes y las calles Buenos Aires, Duarte Quirós y Roma), extendió la línea tranviaria hasta barrio Yofre, creó un dispensario ambulante y amplió el Cementerio San Jerónimo. Se amplió el sistema de transporte, llevando la flota de ómnibus de la empresa CATA de 30 a 170 unidades y construyéndole galpones y depósitos, y se organizó la recolección de residuos.
Modificó el nombre del barrio Inglés por el de Pueyrredón. Para ornamentar la ciudad dispuso las colocaciones del busto de Martín Miguel de Güemes en la esquina de calles Duarte Quirós y Marcelo T. de Alvear, la estatua de Mariano Fragueiro en barrio Alta Córdoba, y la de Jerónimo Luis de Cabrera detrás de la Catedral. En el caso de esta última, en el lugar donde está ubicada se hallaba la ex Casa de Gobierno de la provincia, la cual fue demolida. Se remodeló la plaza Colón y se refaccionaron el Hospital de Urgencias y la Asistencia Pública. En 1953 se inició la construcción del Palacio Municipal, y encomendó al historiador Carlos Luque Colombres el estudio para establecer definitivamente el Escudo de la ciudad de Córdoba.
En razón de las tensiones internas en el peronismo, y en particular por los conflictos con la iglesia, Federico -quien era un ferviente católico- presentó su renuncia el 16 de noviembre de 1954.
Fue candidato a la intendencia de Córdoba por la Unión Popular (nombre que adoptaron los peronistas) para los comicios de 1963, en los que finalmente no se presentó dada la orden de abstención por parte de Perón. En 1992 la Municipalidad de Córdoba le otorgó el Premio Jerónimo Luis de Cabrera. Falleció en dicha ciudad el 1° de septiembre de 1993. En su homenaje, en 2010 se colocó un busto en el Palacio Municipal.